# Landgericht Feuchtwangen
Das Landgericht Feuchtwangen war ein von 1808 bis 1879 bestehendes bayerisches Landgericht älterer Ordnung mit Sitz in Feuchtwangen im heutigen Landkreis Ansbach.
1808 wurde im Verlauf der Verwaltungsneugliederung Bayerns das Landgericht Feuchtwangen errichtet. Dieses wurde dem Rezatkreis zugeschlagen.

## Lage
Das Landgericht Feuchtwangen grenzte im Nordosten an das Landgericht Ansbach, im Norden an das Landgericht Rothenburg, im Süden an das Landgericht Dinkelsbühl, im Osten an das Landgericht Herrieden und im Westen an Württemberg.

## Struktur
Das Landgericht wurde in 17 Steuerdistrikte aufgeteilt, die vom Rentamt Feuchtwangen verwaltet wurden:
- Aichenzell mit Esbach, Hammerschmiede, Herrnschallbach, Höfstetten, Kaltenbronn, Mögersbronn, Sommerau, Überschlagmühle, Walkmühle, Winterhalten und Zehdorf;
- Breitenau mit Banderbach, Banzenweiler, Bieberbach, Eulenhof, Gehrenberg, Georgenhof, Krebshof, Krobshausen, Oberransbach, Ratzendorf, Sperbersbach, Unterransbach, Unterrothmühle, Weiler am See, Zischendorf und Zumhaus;
- Dentlein mit Angerhof, Erlmühle, Eschenlach, Großohrenbronn, Kleinohrenbronn, Ölmühle, Schwaighausen, Wehlmäusel, Weikersdorf und Zinselhof;
- Dombühl mit Baimhofen, Binsenweiler, Bortenberg, Bühl, Höfen, Höfstettermühle, Kloster Sulz, Vehlberg und Ziegelhaus;
- Dorfgütingen mit Archshofen, Bonlanden, Dornberg, Hinterbreitenthann, Krobshäuser Mühle, Neidlingen, Oberdallersbach, Rödenweiler, Wolfsmühle und Zumloch;
- Feuchtwangen mit Ameisenbrücke, Fallhaus, Schleifmühle und Ziegelhütte;
- Gräbenwinden mit Aichau, Ammonschönbronn, Beckenmühle, Böckau, Deffersdorf, Häuslingen, Jakobsmühle, Lattenbuch, Limbach, Lölldorf, Mittelschönbronn, Oberschönbronn, Schlötzenmühle, Sickersdorf und Zirndorf;
- Heilbronn mit Bernau, Hainmühle, Herbstmühle, Koppenschallbach, Krapfenau, Leichsenhof, Lichtenau, Löschenmühle, Lotterhof, Metzlesberg, Oberahorn, Oberlottermühle, Sankt Ulrich, Schönmühle, Unterahorn, Unterlottermühle, Volkertsweiler und Zumberg;
- Larrieden mit Althinderhof und Neuhinterhof;
- Mosbach mit Bergnerzell, Heiligenkreuz, Hilpertsweiler, Kühnhardt am Schlegel, Reichenbach, Seiderzell und Tribur;
- Oberampfrach mit Grimmschwinden, Heckelmühle, Schnelldorf und Ungetsheim;
- Tauberschallbach mit Aichamühle, Glashofen, Jungenhof, Leiperzell, Lohmühle, Oberrothmühle, Poppenweiler, Rißmannschallbach, Steinbach, Unterdallersbach, Vorderbreitenthann und Wüstenweiler;
- Thürnhofen mit Kaierberg, Neumühle und Schindelmühle;
- Unterampfrach mit Altersberg, Gumpenweiler, Haundorf, Holdermühle, Jockenmühle, Ransbach und Stollenhof;
- Weinberg mit Angerhof, Birkach, Bittelhof, Charhof, Charmühle, Elbersroth, Elbleinsmühle, Gimpertshausen, Gindelbach, Gutenmühle, Leuckersdorf, Westheim und Windshofen;
- Wieseth mit Fetschendorf, Forndorf, Höfstetten, Obermosbach, Pflattermühle, Schnepfenmühle, Steigmühle, Untermosbach und Zimmersdorf;
- Wildenholz mit Bottenweiler, Großmühlen, Steinbach und Waldhausen.

1818 gab es im Landgericht Feuchtwangen 12766 Einwohner, die sich auf 2975 Familien verteilten und in 2451 Anwesen wohnten.
1820 gehörten 1 Munizipalgemeinde und 22 Ruralgemeinden zum Landgericht:
- Aichau mit Ammonschönbronn, Beckenmühle, Böckau, Jakobsmühle, Leichsenhof, Lölldorf, Löschenmühle, Oberahorn, Schlötzenmühle und Unterahorn;
- Aichenzell mit Esbach, Hammerschmiede, Herrnschallbach, Höfstetten, Kaltenbronn, Mögersbronn, Sommerau, Überschlagmühle, Walkmühle, Winterhalten und Zehdorf;
- Banzenweiler mit Bieberbach, Georgenhof, Jungenhof, Leiperzell, Krebshof, Krobshausen, Oberransbach, Oberrothmühle, Poppenweiler, Unterransbach, Unterrothmühle und Weiler am See;
- Breitenau mit Banderbach, Eulenhof, Gehrenberg, Ratzendorf, Sperbersbach, Ungetsheim, Zischendorf und Zumhaus;
- Dentlein mit Angerhof, Erlmühle, Eschenlach, Fetschendorf, Großohrenbronn, Kleinohrenbronn, Obermosbach, Ölmühle, Schwaighausen und Zinselhof;
- Dombühl mit   Höfen und Höfstettermühle;
- Dorfgütingen mit Archshofen, Bonlanden, Bühl, Dornberg, Krobshäuser Mühle, Neidlingen, Rödenweiler und Zumloch;
- Elbersroth mit Angerhof, Birkach, Bittelhof, Gimpertshausen, Gräbenwinden, Leuckersdorf und Sickersdorf;
- Feuchtwangen mit Ameisenbrücke, Fallhaus, Schleifmühle und Ziegelhütte;
- Haundorf mit Altersberg, Gumpenweiler, Holdermühle und Ransbach;
- Heilbronn mit Herbstmühle, Lichtenau, Metzlesberg, Rißmannschallbach, Wüstenweiler und Zumberg;
- Kloster Sulz mit Baimhofen, Binsenweiler, Bortenberg und Ziegelhaus;
- Krapfenau mit Bernau, Hainmühle, Koppenschallbach, Lotterhof, Oberlottermühle, Sankt Ulrich, Schönmühle, Unterlottermühle, Volkertsweiler, Wehlmäusel und Weikersdorf;
- Larrieden mit Althinderhof, Heiligenkreuz und Neuhinterhof;
- Mosbach mit Bergnerzell, Kühnhardt am Schlegel, Reichenbach, Seiderzell und Tribur;
- Oberampfrach mit Grimmschwinden, Heckelmühle und Schnelldorf;
- Oberschönbronn mit Deffersdorf, Häuslingen, Lattenbuch, Limbach, Mittelschönbronn und Zirndorf;
- Thürnhofen mit Kaierberg, Neumühle und Schindelmühle;
- Unterampfrach mit Hilpertsweiler, Jockenmühle und Stollenhof;
- Vorderbreitenthann mit Aichamühle, Charhof, Charmühle, Glashofen, Hinterbreitenthann, Lohmühle, Oberdallersbach, Steinbach Tauberschallbach, Unterdallersbach und Wolfsmühle;
- Weinberg mit Elbleinsmühle, Gindelbach, Gutenmühle, Vehlberg, Westheim und Windshofen;
- Wieseth mit  Forndorf, Höfstetten, Pflattermühle, Schnepfenmühle, Steigmühle, Untermosbach und Zimmersdorf;
- Wildenholz mit Bottenweiler, Großmühlen, Steinbach und Waldhausen.

Vor 1846 bildete Bottenweiler mit Mühlen und Waldhausen eine eigene Ruralgemeinde.
1846 hatte das Landgericht Feuchtwangen eine Fläche von 51⁄4 Quadratmeilen (≈296 km²) und 15126 Einwohner, wovon 1617 Katholiken und 13334 Protestanten und 175 Juden waren. Es gab 180 Ortschaften (1 Stadt, 1 Markt, 12 Pfarrdörfer, 3 Kirchdörfer, 37 Dörfer, 69 Weiler und 57 Einöden) und 24 Gemeinden (1 Stadtgemeinde, 1 Marktgemeinde und 22 Landgemeinden).
1858 wurden die Gemeinden Dombühl, Kloster Sulz und Wildenholz an das Landgericht Schillingsfürst abgegeben.